# Ferrari 330 P3
De Ferrari 330 P3 is een racewagen van het Italiaanse sportwagenmerk Ferrari uit 1966.
In 1966 stelde Ferrari de 330 P3 voor als nieuwste wapen tegen de Fords in de prototypeklasse van het World Sportscar Championship. De P3 was een logische voortzetting van de Ferrari 330 P2 uit 1965. De V12 werd vergroot tot 4 liter en kon een maximaal vermogen leveren van 420 pk, goed voor een topsnelheid van 310 km/u. De versnellingsbak die bij de P2 nog zoveel problemen gaf, werd vervangen door een van ZF. Het eerste duel met Ford kwam er bij de 12 uur van Sebring, maar de enige P3 die was ingezet moest opgeven en de eerste vier plaatsen waren voor Ford. De Fords domineerden het hele seizoen, maar Ferrari wist met een P3 toch de 1000 km van Monza en de 1000 km van Spa-Francorchamps te winnen.
Er werden ook zogenaamde klantenversies gemaakt, waarbij de met brandstofinjectie uitgeruste motor werd verwisseld voor een met carburateurs.

## Cijfers
- Motor: 3967 cc 60° V12
- Vermogen: 420 pk
- Lengte: 4170 mm
- Breedte: 1780 mm
- Hoogte: 950 mm
- Droog gewicht: 720 kg
- Wielbasis: 2400 mm